# Постойна
Посто́йна (словен. Postojna, нем. Adelsberg, итал. Postumia) — город в юго-западной части Словении, в регионе Внутренняя Крайна. По данным переписи 2002 года население города — 8548 человек; население всей общины — 14 581 человек.

## География и транспорт
На всей территории общины широко распространён карст. Город известен тем, что рядом с ним расположена знаменитая карстовая пещера — Постойнска-Яма. Постойна — исторический центр Внутренней Крайны — расположена в 45 километрах к юго-западу от столицы страны Любляны. Через город проходит автомагистраль и железная дорога Любляна — Копер. Ещё одна автодорога ведёт из Постойны на юг, в сторону хорватской границы и города Риека.

## История

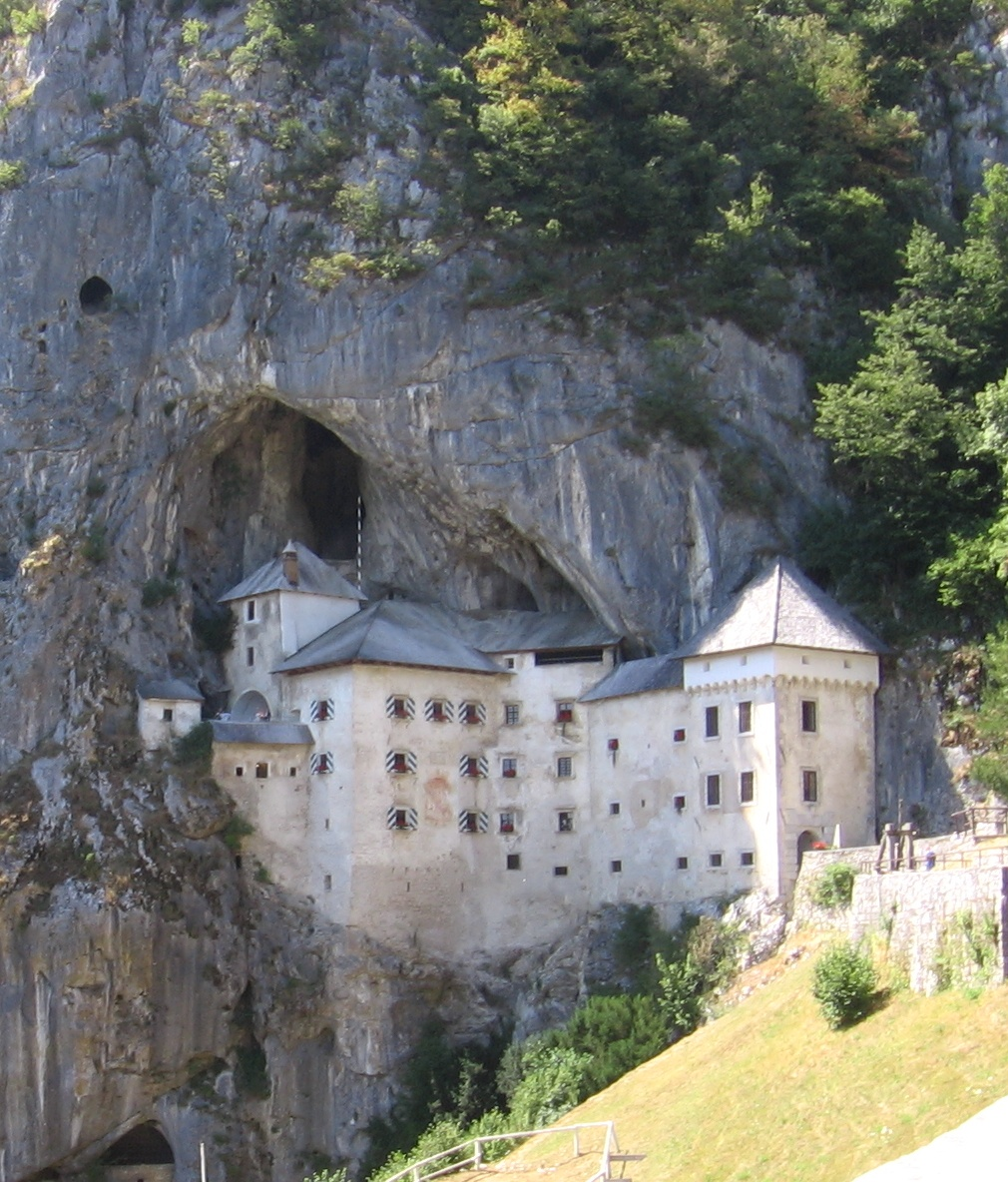
Предъямский замок, расположен в 11 км от города Постойна

Постойна впервые упомянута в 1226 году под немецким именем Адельсберг (Adelsberg — «дворянская гора»). Словенское название Постойна (Postojna) впервые зафиксировано в документах от 1369 года. С 1371 года город находился в составе набиравшей силу державы Габсбургов. Во времена империи Габсбургов Постойна играла роль важного транспорта узла на стыке направлений, ведущих в Вену, Любляну, Марибор и Триест. Постойна лежала на дороге, связывавшей основные центры империи с Адриатическим побережьем.
С момента открытия в 1819 году Постойнской-Ямы для всеобщего посещения и по настоящее время важное значение для города имеет туризм. Туристы посещают не только пещеру, но и Предъямский замок, построенный возле входа в пещеру.
После Первой мировой войны Постойна перешла в состав Италии, оказавшись на самой границе с новообразованным Королевством сербов, хорватов и словенцев (впоследствии Югославии). Итальянская армия соорудила в регионе большое количество бункеров, ряд пещер был переоборудован в военные укрепления и соединён тоннелями. После Второй мировой войны Постойна вошла в состав Югославии. С 1991 года — в составе независимой Словении.

## Известные уроженцы
- Примож Брезец — словенский баскетболист
- Алойз Крайгер — югославский и словенский поэт, драматург и прозаик
- Сергей Крайгер — югославский и словенский политический деятель
- Борут Пахор — словенский политик
- Александр Рудольфович Трушнович — российский политический деятель
- Адриано Фегич — югославский и словенский футболист